# Danh sách tên ký hiệu của NATO cho tên lửa đất đối không
Tên ký hiệu của NATO cho series SA tên lửa đất đối không, với các thiết kết của Liên Xô:
- SA-1 "Guild" (S-25 Berkut)
- SA-2 "Guideline" (V-75 Dvina/Volkhov/Desna)
- SA-3 "Goa" (S-125 Nyeva)
- SA-4 "Ganef" (9M8 Krug)
- SA-5 "Gammon" (S-200 Volga)
- SA-6 "Gainful" (3M9 ZRK-SD Kub and Kvadrat)
- SA-7 "Galosh" and "Grail" (9K32 Strela-2)
- SA-8 "Gecko" (9K33 Osa)
- SA-9 "Gaskin" (9K31 Strela-1)
- SA-10 "Grumble" (S-300P Angara)
- SA-11 "Gadfly" (9K37 Buk)
- SA-12 "Gladiator" and "Giant" (S-300V)
- SA-13 "Gopher" (ZRK-BD Strela-10)
- SA-14 "Gremlin" (9K36 Strela-3)
- SA-15 "Gauntlet" (9K330/9K331/9K332 Tor)
- SA-16 "Gimlet" (9K310 Igla-1)
- SA-17 "Grizzly" (9K37 Buk-M1-2)
- SA-18 "Grouse" (9K38 Igla)
- SA-19 "Grison" (2K22 Tunguska)
- SA-20 "Gargoyle" (S-300PMU Favorit)
- SA-21 "Growler" (S-400 Triumf)
- SA-22 "Greyhound" (Pantsir-S1)

Bộ Quốc phòng Hoa Kỳ dùng ký hiệu SA-N cho các loại tên lửa tên lửa đất đối không của hải quân Liên Xô. Nó không có chung tên gọi như của NATO, NATO sử dụng ký hiệu SA cho tên lửa đất đối không (SAM) của hải quân, tuy nhiên Bộ quốc phòng Hoa Kỳ lại chuyển các loại tên lửa trên thành nhưng tên sau:
- SA-N-1 "Goa" (S-125 Nyeva) [SA-3]
- SA-N-2 "Guideline" (V-75Dvina/Volkhov/Desna) [SA-2]
- SA-N-3 "Goblet" (4K60/4K65 Shtorm)
- SA-N-4 "Gecko" (9K33 Osa) [SA-8]
- SA-N-5 "Grail" (9K32 Strela-2) [SA-7]
- SA-N-6 "Grumble" (S-300P Angara) [SA-10]
- SA-N-7 "Gadfly" (9K37 Buk) [SA-11]
- SA-N-8 "Gremlin" (9K36Strela-3) [SA-14]
- SA-N-9 "Gauntlet" (9K330/9K331/9K332 Tor) [SA-15]
- SA-N-10 "Grouse" (9K38 Igla) [SA-18]
- SA-N-11 "Grison" (2K22 Tunguska) [SA-19]
- SA-N-12 "Grizzly" (9K37 Buk-M1) [SA-17]

Xem thêm: Tên ký hiệu của NATO